# Rosa-Luxemburg-Straße 47 (Gräfenhainichen)

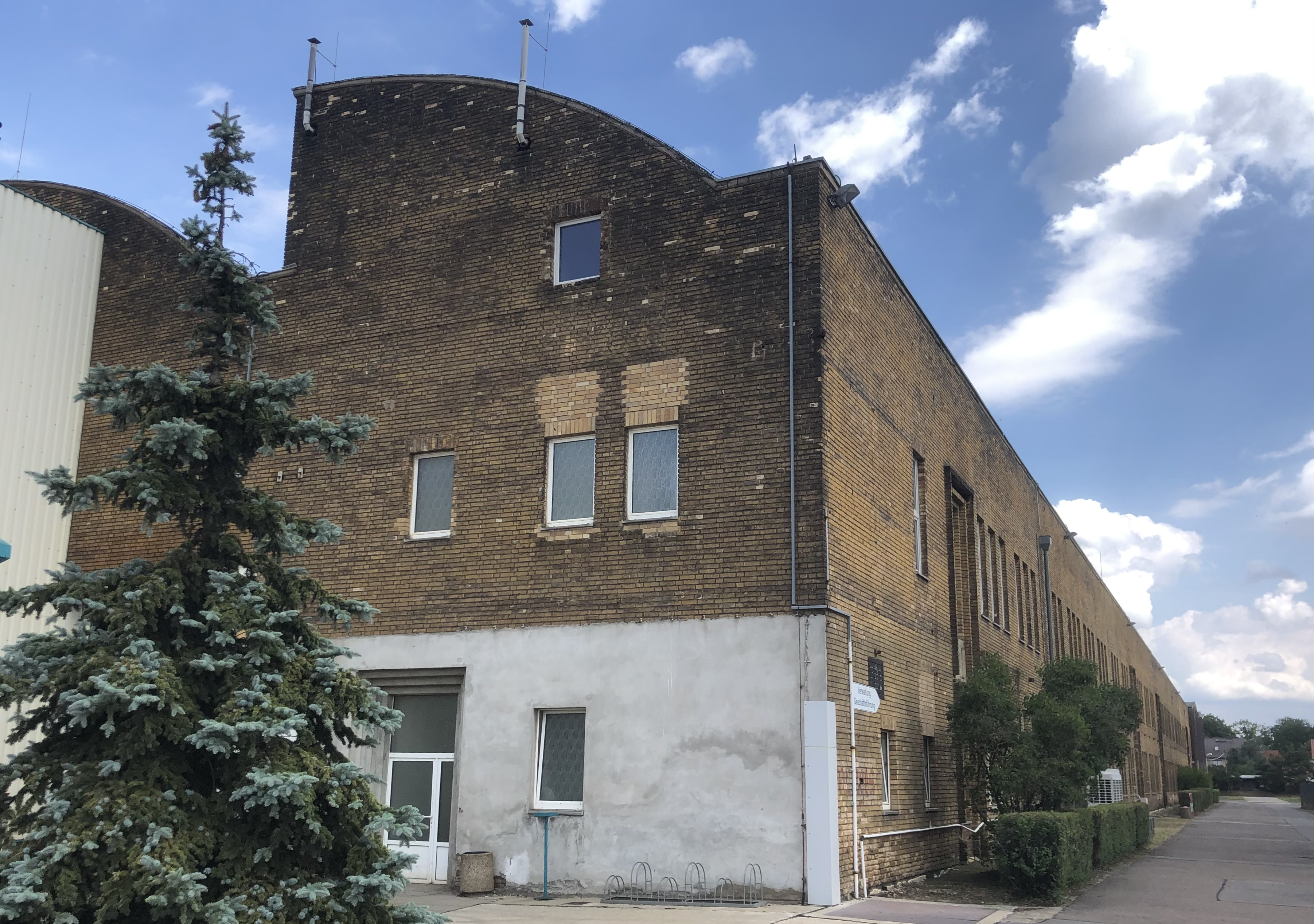
Rosa-Luxemburg-Straße 47 im Jahr 2022

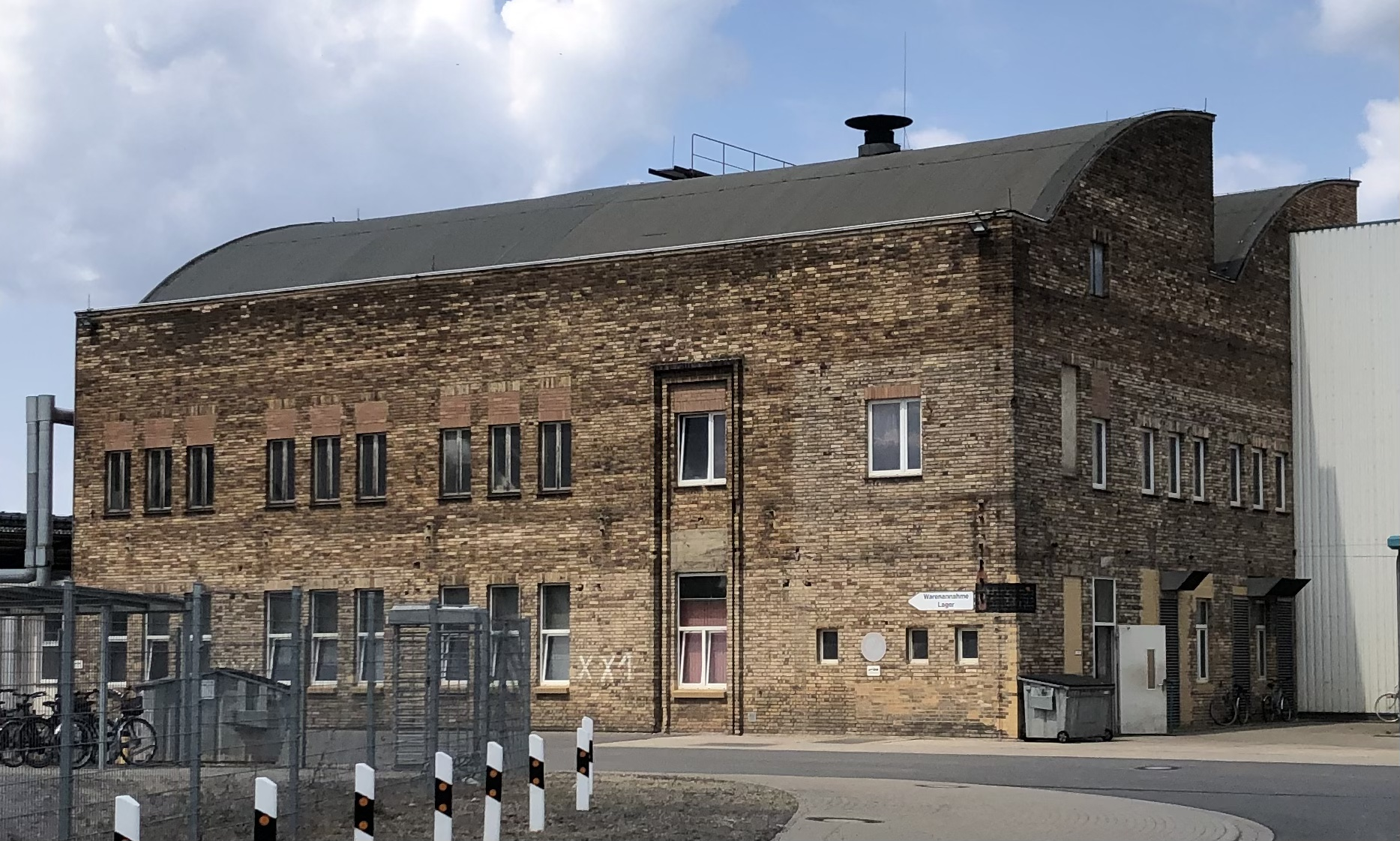
Westlicher Teil der Südfront

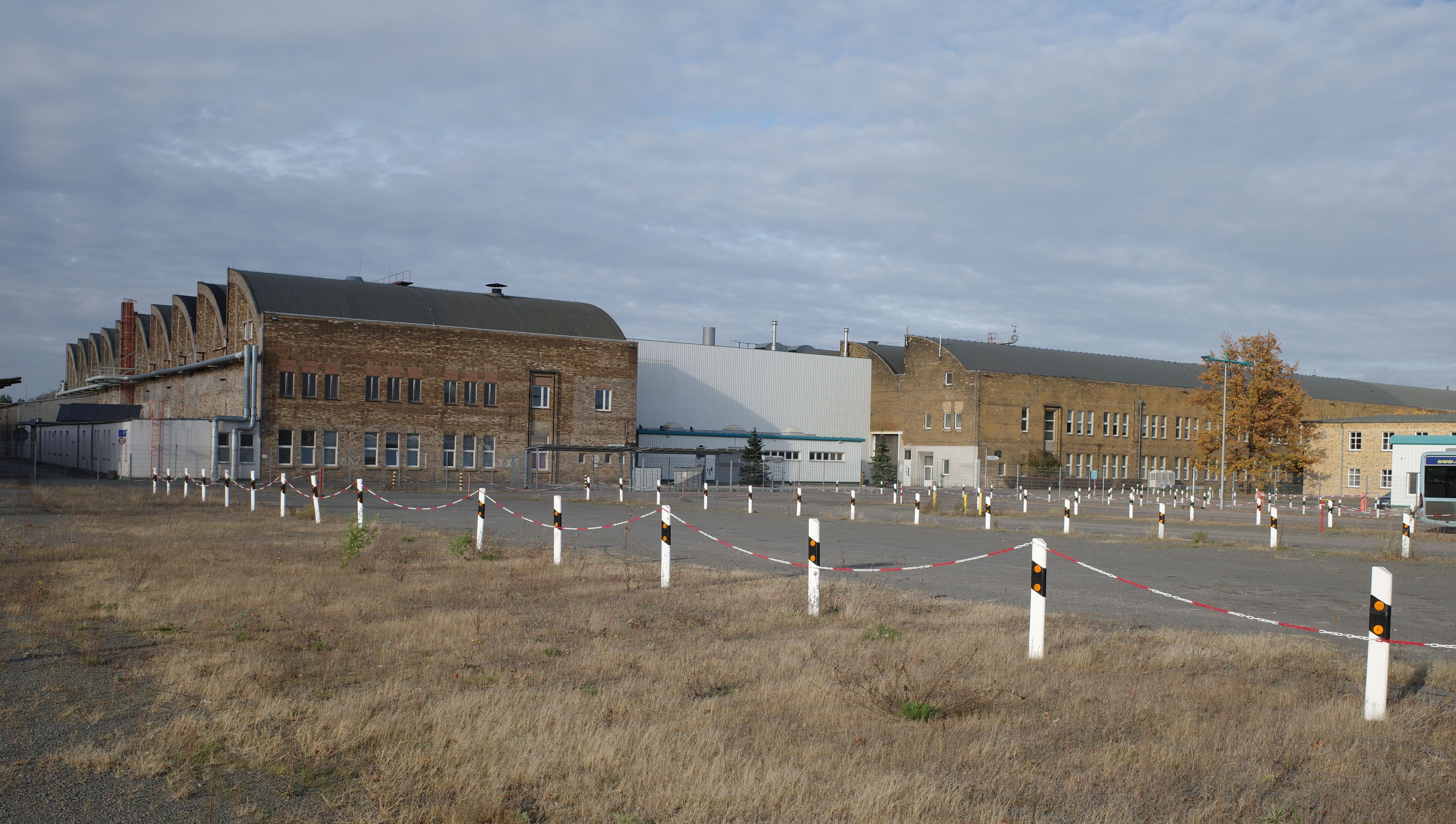
Südseite, 2021

Die Rosa-Luxemburg-Straße 47, auch als Zentralwerkstatt bezeichnet, ist ein denkmalgeschütztes Werkstattgebäude in Gräfenhainichen in Sachsen-Anhalt.

## Lage
Das Gebäude befindet sich westlich des Stadtzentrums von Gräfenhainichen, nördlich der Rosa-Luxemburg-Straße.

## Architektur und Geschichte
Der Bau entstand im Jahr 1943 und diente als zentrale Instandsetzungswerkstatt des Braunkohletagebaus Golpa für Großgeräte. Die Werkstatt wurde aus gelben Greppiner Klinkern errichtet und besteht vor allem aus zwei Werkhallen mit ungewöhnlichen, in der Region einmaligen Sheddächern. Die Dächer entstanden mittels Betonschalung und überspannen eine Fläche von 1200 m² der dreischiffig angelegten Hallen. Die größere der Hallen weist eine etwa 140 Meter lange nach Süden weisende Gebäudefront auf, die durch drei monumentale Achsen gegliedert ist.
In der Halle wurden die großen Eimerketten der Förderanlagen aber auch E-Loks repariert. An der Südseite waren auch die Konstruktions- und Verwaltungsbüros der Zentralwerkstatt angeordnet. Auf der Nordseite befinden sich große Toranlagen, über die auf Gleisen die zu reparierenden Elemente an- und abtransportiert wurde. Betreiber des Standorts war der VEB Zentralwerkstatt Gräfenhainichen, der bis 1990 zum Kombinat Anlagenbau Braunkohle gehörte.
Aktuell (Stand 2022) wird die Anlage für den Bau von Türmen von Windkraftanlagen genutzt.
Im örtlichen Denkmalverzeichnis ist das Werkstattgebäude unter der Erfassungsnummer 094 40200 als Baudenkmal eingetragen.